# 遠藤泰生
遠藤 泰生（えんどう やすお、1955年 - ）は、日本のアメリカ史研究者、比較文学比較文化研究者、学者。東京都出身、東京大学名誉教授、関西国際大学客員教授。

## 論文・著書
- 『日米文化交流事典』（共著）（南雲堂、1988/11）
- 『常識のアメリカ・歴史のアメリカーー歴史の新たな胎動』（共著）（木鐸社、1993/06）
- 『多文化主義のアメリカーー揺らぐナショナルアイデンティティ』（共編著）（東京大学出版会、1995/05）
- Framing the Pacific in the 21st Century: Coexistence and Friction, co. eds., (CPAS the University of Tokyo, 2001/03)
- 『クレオールのかたちーーカリブ地域文化研究』（共編著）（東京大学出版会、2002/05）
- 『侵透するアメリカ、拒まれるアメリカ』（共編著）（東京大学出版会、2003/07）
- 『太平洋世界の中のアメリカーー対立から共生へ』（共編著）（彩流社、2004/10）
- 『新版　アメリカ学入門』（共編著）（南雲堂、2007/07）
- 『アメリカの歴史と文化』（編著）（放送大学教育振興会、2008/03）
- 『近代アメリカの公共圏と市民――デモクラシーの政治文化史』  (編著)（東京大学出版会、 2017/04）
- 『反米――共生の代償か、闘争の胎動か』 （編著) （東京大学出版会、2021/03）
- 『はじめて学ぶ　アメリカの歴史と文化 』(共編著) （ミネルヴァ書房、2023/01）
- 『海のグローバル・サーキュレーションーー海民がつなぐ近代世界』（共編著）（関西学院大学出版会、2023/03）